# Robert Rattray Tatlock
Robert Rattray Tatlock, né à Glasgow le 25 janvier 1889 et mort le 29 juin 1954 à Arkesden, est un critique d'art écossais. 

## Biographie
Fils de Hannah Tatlock (née Butterworth) et de John Tatlock,, fabricants d'instruments scientifiques et marchands de produits chimiques, il étudie au Glasgow Academy et au Royal College of Science and Technology (Université de Strathclyde). Entre 1910 et 1913, il étudie aussi la peinture et le dessin à la Glasgow School of Art, en cours du soir.
Il sert dans une organisation quaker, le Friends War Victims Relief Committee, qui a été formé en 1870. Pendant cette période de service, il travaille à la fois en Russie et en France.
Entre 1920 et 1933, il est rédacteur en chef du Burlington Magazine, une revue universitaire couvrant les beaux-arts et les arts décoratifs, la plus ancienne revue d'art en langue anglaise. 
Il est critique d'art en chef du Daily Telegraph entre 1924 et 1934. Il écrit aussi dans The Contemporary Review et dans le New Statesman.
Robert R Tatlock est inscrit au tableau d'honneur de la Première Guerre mondiale à la Glasgow School of Art.
Il est le neveu du chimiste homonyme Robert Rattray Tatlock.

## Publications
- 1900 : A Short History of Art from Prehistoric Times to the Present Day
- 1927 : Spanish Art